# Abudefduf abdominalis
Abudefduf abdominalis,jedna od dvadeset vrsta morskih riba roda Abudefduf, red grgečki, porodica Pomacentridae, koje su prvi opisali Quoy & Gaimard, 1825. To je riba tropskih mora vezana uz grebene istočnog središnjeg Pacifika. Živi na dubini od 1 do 50 metara oko otočja Midway i Hawaii pa do sredinje Polinezije. Nije selica. Voli kamenita dna, a hrani se zooplanktonom i raznm algama. Mužjaci čuvaju jaja koja se pridržavaju morskog dna.
Abudefduf abdominalis naraste do 30 centimetara i najveća je u svome rodu, a i Havajci je koriste za hranu. Ističu joj se četiri okomite tamne pruge i tamne mrlje na stražnjem dijelu leđene i kod analne peraje
Sinonim joj je Glyphisodon abdominalis Quoy & Gaimard, 1825; a postoji nekoliko vernakuilarnih naziva za nju: Green Damselfish, Banded Damselfish i Maomao.
- Abudefduf abdominalis
- Abudefduf abdominalis
- Abudefduf abdominalis